# Преследван (филм, 1995)
„Преследван“ (на английски: The Hunted) е екшън филм с бойни изкуства, режисиран от Дж. Ф. Лоутън.

## Сюжет
Пол Расин (Кристоф Ламбер) e предприемчив американски бизнесмен в Япония.
След като се запознава с една много красива и тайнствена жена (Джоун Чен), той неволно се оказва свидетел на убийство. Нападателят, безпощадният Кинджо (Джон Лоун), заповядва на подчинените си (Нинджа клан) да премахнат Расин, единствения външен човек видял лицето му.
За да оцелее, Расин обединява сили със семейство на воини-самураи, които имат вражда с нинджите повече от 200 години. Заедно, те се изправят срещу силите на злото в яростна битка.

## Актьори и Екип
- Режисьор
  - Дж. Ф. Лоутън
- Сценарист
  - Дж. Ф. Лоутън
- Актьори
  - Кристоф Ламбер / Пол Расин
  - Джон Лоун / Кинджо
  - Джоун Чен / Кирина
  - Йошио Харада / Такеда
- Продуцент
  - Джон Дейвис
- Музика
  - Леонард Ето
  - Мотофуми Ямагучи